# Ropelv
Ropelv ist ein Ort in der Kommune Sør-Varanger in der Provinz Finnmark, Norwegen. Der Ort liegt im Norden der Kommune, etwa 7 Kilometer nördlich von Kirkenes an der Mündung des Flusses Ropelva in den Bøkfjord. Ein Wanderweg führt zum Leuchtturm Bøkfjord fyr, der die südliche Einfahrt in den Varangerfjord markiert.
Eine Aufzucht von Wandersaiblinge ist ein wichtiger Arbeitgeber vor Ort. 